# Anton Schwenk
Anton Schwenk (* 1910; † 1960) war ein deutscher Orgelbauer mit Firmensitz in München.

## Leben
Schwenk lernte bei Leopold Nenninger den Orgelbau und machte sich 1948 in München selbständig. Zusammen mit Franz Wappmannsberger aus Prien bildete er eine Arbeitsgemeinschaft. Schwenk übernahm den Bau der Orgeln und Wappmannsberger Montage und Intonation. Nach Schwenks Tod übernahm Wilhelm Stöberl 1961 seine Firma.

## Werkliste (Auszug)
| Jahr   | Ort                 | Gebäude                | Bild | Manuale | Register | Bemerkungen                                                                            |
| ------ | ------------------- | ---------------------- | ---- | ------- | -------- | -------------------------------------------------------------------------------------- |
| 1950   | München-Schwabing   | Kreuzkirche            |      | I/P     | 7        | Später durch Stöberl ersetzt.                                                          |
| ~ 1950 | Ehrenberg           | St. Ulrich             |      | I/P     | 9        | Später durch Stöberl ersetzt.                                                          |
| 1955   | München-Sendling    | Neu St. Margaret       |      | III/P   | 38       | Teilausbau, später durch Stöberl erweitert; 2020 technische Reorganisation durch Klais |
| 1955   | München-Maxvorstadt | St. Benno              |      | III/P   | 56       | Teilausbau, später durch Stöberl erweitert                                             |
| ~ 1958 | München-Kleinhadern | St. Fronleichnam       |      | II/P    | 25       | Zwischen 1998 und 2017 diverse Umbauten durch Münchner Orgelbau Johannes Führer        |
| ~ 1959 | München             | Kolpinghaus am Stachus |      | I/P     | 6        | ~ 1990 nach St. Elisabeth Altenkessel (bei Saarbrücken)                                |
| ~ 1960 | Altötting           | St. Josef              |      | III/P   | 26       |                                                                                        |